# احمد نصیری
احمد نصیری (متولد ۱۰ شهریور ۱۳۷۲) یک بازیکن فوتبال اهل ایران است.
نصیری سابقه بازی در تیم‌های بهمن شیراز، برق نوین شیراز، فجر شهید سپاسی شیراز و مس کرمان را دارد.
وی در فصل ۱۴۰۰–۱۴۰۱ به همراه تیم مس کرمان موفق به صعود به لیگ برتر شد. همچنین تاکنون موفق شده است با تیم‌های بهمن شیراز و برق نوین شیراز از لیگ دسته دو به لیگ یک صعود کند.